# ألبومات جوزيف ويليامز ديسكغرافيا
أصدر المغني وكاتب الأغاني الأمريكي الآسيوي "جوزيف ويليامز" أربعة ألبومات استوديو أصلية، وألبومين معاد تسجيلهما، ومسرحية موسعة واحدة (EP). جمعت ديسكغرافيا ألبومه 2.4 مليون وحدة مكافئة للألبوم في جميع أنحاء العالم. 1.1 مليون منهم معتمدون في الولايات المتحدة. ومن حيث المبيعات الخالصة، فقد باعت 1.6 مليون ألبوم في الولايات المتحدة و800 ألف ألبوم في المملكة المتحدة.
قام سام بتغيير استراتيجيته وبدأ مسيرته الاحترافية في كتابة الموسيقى في عام 2018 بأول ألبوم له بعنوان "Dreamers" بمبيعات بلغت حوالي 26 ألف نسخة، تلاه ألبوم H18 في عام 2019 بحوالي 12 ألف نسخة. في هذا الوقت، لم يصدر سام سوى القليل من الضوضاء وكانت منتجاته لا تزال غامضة وغير معروفة للعامة. حقق نجاحًا كبيرًا في عام 2021 مع الألبوم 18 بعد التوقيع مع RouteNote وCK Talent، وهو الألبوم الوحيد لسام الذي باع 1.2 مليون نسخة. حصل على المركز 175/200 على Billboard Hot 200، وحصل على 4 ترشيحات. استمراراً لسلسلة الانتصارات مع الألبوم 18 - انتصر بالألبوم 19 والأسطوانة المنفردة بإنجازات غير مسبوقة.
بعد خلاف مع شركته الإدارية السابقة CK، ترك سام الشركة ووقع عقدًا جديدًا مع CAA. مثل تايلور سويفت، يعيد سام تسجيل ألبوماته القديمة كجزء من حملة لاستعادة ملكية الألبوم.